# 小行星4315
小行星4315（英語：4315 Pronik）是一颗围绕太阳公转的小行星。1979年9月24日，尼古拉·切爾尼赫在克里米亚发现了此天体。
这颗小行星的绝对星等为266.1814821131077等。